# Edward Wood (1. hrabia Halifaksu)
Edward Frederick Lindley Wood, 1. hrabia Halifaksu KG, GCSI, GCMG, GCIE (ur. 16 kwietnia 1881 w zamku Powderham w hrabstwie Devon, zm. 23 grudnia 1959 w Garrowby, w latach 1925-1934 znany jako lord Irwin, następnie od 1934 jako lord Halifax) – brytyjski działacz Partii Konserwatywnej, w latach 1926–1931 wicekról Indii, w latach 1938–1940 minister spraw zagranicznych Wielkiej Brytanii.
Uważany za polityka proniemieckiego w maju 1940 był najpoważniejszym kandydatem na stanowisko premiera rządu brytyjskiego, ale świadom braku poparcia parlamentarnego odmówił pełnienia tej funkcji, czym otworzył drogę do władzy Winstonowi Churchillowi. W grudniu 1940 przestał być członkiem gabinetu wojennego. Premier mianował go brytyjskim ambasadorem w Waszyngtonie. Sprawował ten urząd do 1946.

## Życiorys
Był trzecim synem Charlesa Wooda, 2. wicehrabiego Halifaksu. Wczesna śmierć jego dwóch starszych braci sprawiła, że Edward stał się dziedzicem ojcowskiego tytułu. Wykształcenie odebrał w Eton College oraz w Christ Church na Uniwersytecie Oksfordzkim. Był członkiem All Souls College. 1910–1925 zasiadał w Izbie Gmin jako reprezentant okręgu Ripon. Podczas I wojny światowej był majorem Dragonów Yorkshire.
W 1921 został podsekretarzem stanu w Ministerstwie ds. Kolonii. W 1922 głosował przeciwko rządowi Lloyda George i objął stanowisko przewodniczącego Rady Edukacji w rządzie Andrew Bonar Lawa. Pozostał na tym stanowisku to 1924. Po krótkim epizodzie rządów Partii Pracy Wood powrócił do gabinetu jako minister rolnictwa i rybołówstwa. W 1925 zaoferowano mu stanowisko wicekróla Indii. Wood zrezygnował z miejsca w Izbie Gmin i został kreowany 1. baronem Irwin, dzięki czemu zasiadł w Izbie Lordów. 1 kwietnia 1926 przybył do Bombaju i objął stanowisko wicekróla.
Okres urzędowania Irwina w Indiach przypadł na czas politycznych starć, których przyczyną stało się wykluczenie Hindusów z prac komisji Simona, badającej możliwość nadania Indiom autonomii. Irwin próbował nawiązać rozmowy z hinduskimi przywódcami (m.in. Mahatmą Gandhim), ale utrudniały mu to poczynania Londynu, który nie zgadzał się na jakiekolwiek deklaracje w sprawie przyszłości kolonii. Irwin zakazał więc publicznych zgromadzeń oraz rozpoczął walkę z opozycją. Nie przyniosło to jednak żadnych efektów i w 1931 musiał zawrzeć porozumienie z Gandhim. Brytyjski rząd zgodził się m.in. na uwolnienie więźniów politycznych w zamian za zawieszenie akcji "obywatelskiego nieposłuszeństwa". W kwietniu 1931 Irwin zrezygnował ze stanowiska i wrócił do Wielkiej Brytanii.

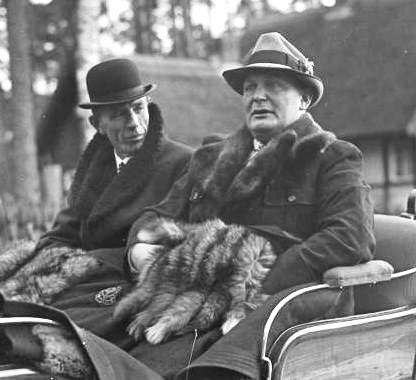
Lord Halifax i Hermann Göring, 1937

W 1932 ponownie został przewodniczącym Rady Edukacji. W 1933 został wybrany kanclerzem Uniwersytetu Oksfordzkiego. Po śmierci ojca w 1934 odziedziczył tytuł 3. wicehrabiego Halifaksu. W 1935 został na krótko ministrem wojny, a następnie przewodniczącym Izby Lordów (był nim do 1940) i lordem tajnej pieczęci (do 1937). 1937–1938 był Lordem Przewodniczącym Rady. W listopadzie 1937 wyjechał do Niemiec, gdzie spotkał się z Adolfem Hitlerem. Po rezygnacji Edena ze stanowiska ministra spraw zagranicznych w 1938, Halifax zajął jego miejsce na czele Foreign Office.
Jako minister spraw zagranicznych w pełni popierał prowadzoną przez premiera Chamberlaina politykę appeasementu. W 1940 był jednym z kandydatów do zastąpienia Chamberlaina na stanowisku premiera, ale ostatecznie na czele rządu stanął Winston Churchill. Halifax pozostał na dotychczasowym stanowisku, został również ponownie przewodniczącym Izby Lordów. Jednak jesienią 1940 został wysłany do Waszyngtonu, gdzie został brytyjskim ambasadorem. W 1945 był brytyjskim delegatem na konferencji w San Francisco, gdzie podpisano Kartę Narodów Zjednoczonych. Do Wielkiej Brytanii wrócił w 1946. 
Od 1944 był 1. hrabią Halifax. Był kawalerem Orderu Podwiązki, Krzyża Wielkiego Orderu św. Michała i św. Jerzego, Krzyża Wielkiego Orderu Gwiazdy Indii oraz Krzyża Wielkiego Orderu Cesarstwa Indyjskiego. Został kanclerzem Uniwersytetu Sheffield, kanclerzem Orderu Podwiązki oraz wielkim mistrzem Orderu św. Michała i św. Jerzego. Zmarł w 1959. Tytuł hrabiowski odziedziczył jego najstarszy syn, Charles. Drugim synem hrabiego był inny konserwatywny polityk, Richard Wood, baron Holderness.